# Lestes debellardi
Lestes debellardi är en trollsländeart som beskrevs av De Marmels 1992. Lestes debellardi ingår i släktet Lestes och familjen glansflicksländor. IUCN kategoriserar arten globalt som otillräckligt studerad. Inga underarter finns listade i Catalogue of Life.